# Seneca Gardens
Seneca Gardens és una població dels Estats Units a l'estat de Kentucky. Segons el cens del 2000 tenia 699 habitants.

## Demografia
Segons el cens del 2000, Seneca Gardens tenia 699 habitants, 294 habitatges, i 211 famílies. La densitat de població era de 1.686,8 habitants/km².
Dels 294 habitatges en un 28,2% hi vivien nens de menys de 18 anys, en un 64,6% hi vivien parelles casades, en un 6,8% dones solteres, i en un 27,9% no eren unitats familiars. En el 23,8% dels habitatges hi vivien persones soles el 10,9% de les quals corresponia a persones de 65 anys o més que vivien soles. El nombre mitjà de persones vivint en cada habitatge era de 2,38 i el nombre mitjà de persones que vivien en cada família era de 2,84.
Per edats la població es repartia de la següent manera: un 23% tenia menys de 18 anys, un 4,4% entre 18 i 24, un 23,7% entre 25 i 44, un 32,3% de 45 a 60 i un 16,5% 65 anys o més.
L'edat mediana era de 44 anys. Per cada 100 dones de 18 o més anys hi havia 85,5 homes.
La renda mediana per habitatge era de 63.750 $ i la renda mediana per família de 83.662 $. Els homes tenien una renda mediana de 57.375 $ mentre que les dones 39.375 $. La renda per capita de la població era de 36.343 $. Cap de les famílies i el 2% de la població estaven per davall del llindar de pobresa.

## Poblacions més properes
El següent diagrama mostra les poblacions més properes.